# Crusnes (plaats)
Crusnes (Luxemburgs: Krongen) is een plaats in het Franse departement Meurthe-et-Moselle (regio Grand Est). De gemeente telde 1.559 inwoners op 1 januari 2022.
De gemeente maakt deel uit van het arrondissement Briey en sinds begin 2015 van het kanton Villerupt. Daarvoor hoorde het bij het kanton Audun-le-Roman in hetzelfde arrondissement. De gemeente bestaat uit twee aparte woonkernen, de historische kern Crusnes Village en Crusnes Cité de arbeiderswijk die ontstond als gevolg van de ijzerertsontginning die zich vanaf het einde van de 19e eeuw in de regio ontwikkelde en de bevolking sterk deed toenemen. Crusnes Cité heeft een dambordpatroon waarbij de straten nummers dragen.

## Geschiedenis
Als gevolg van de Frans-Pruisische Oorlog van 1870 en de daaropvolgende annexatie van Elzas-Lotharingen door Duitsland werd Crusnes een grensplaats. Het naburige Aumetz werd bij Duitsland ingelijfd, de rue de la Douane verwijst nog steeds naar deze situatie.

## Bezienswaardigheden
In Crusnes Cité werd in opdracht van de familie De Wendel, een dynastie van staalbaronnen, in de jaren 1930 de Sint-Barbara kerk opgetrokken. Deze is volledig uitgevoerd in metaal (stalen balken en plaatwerk) en daarmee uniek in Europa. De kerk is erkend als monument en werd begin deze eeuw grondig gerestaureerd.

## Geografie
De oppervlakte van Crusnes bedroeg op 1 januari 2022 6,06 vierkante kilometer; de bevolkingsdichtheid was toen 257,3 inwoners per km². Bij Crusnes ontspringt de gelijknamige rivier.

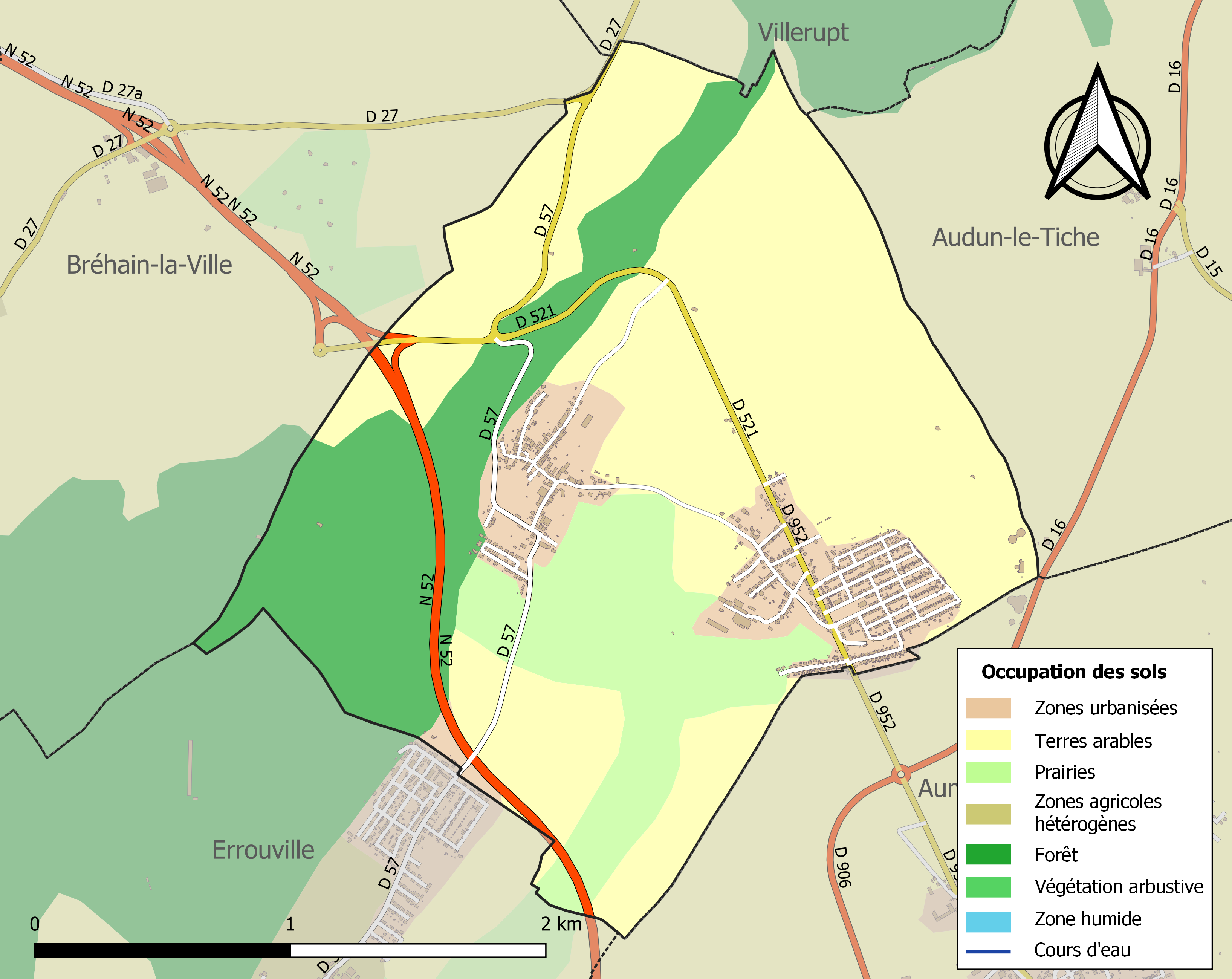
Kaart van de gemeente met de belangrijkste infrastructuur, bodemgebruik en omliggende gemeenten

## Demografie
Onderstaande figuur toont het verloop van het inwonertal (bron: INSEE-tellingen).